# Budapest Challenger 2002
Il Budapest Challenger 2002 è stato un torneo di tennis facente parte della categoria ATP Challenger Series nell'ambito dell'ATP Challenger Series 2002. Il torneo si è giocato a Budapest in Ungheria dal 20 al 15 maggio 2002 su campi in terra rossa.

## Vincitori

### Singolare
Mariano Delfino ha battuto in finale  Joaquin Muñoz Hernández con il punteggio di 6–3, 6(5)–7, 6–1

### Doppio
Karol Beck /  Jaroslav Levinský hanno battuto in finale  Mariano Hood /  Sebastián Prieto con il punteggio di 3–6, 6–4, 6–1